# Учитељска школа у Неготину
Учитељска школа у Неготину је установа која је радила у периоду од 1910. године до 1972. године, када је почела са радом Педагошка академија, па касније Виша школа за образовање васпитача и данас Високошколска јединица врањског Педагошког факултета.

## Оснивање
Учитељска школа у Неготину, пета учитељска школа у Србији, почела са радом 1910. године као мушка Учитељска школа. Отворена је на иницијативу Окружног начелства округа крајинског која је неколико пута ишла из Београд Министарству просвете да тражи сагласност за отварање школе.
Народна скупштина усвојила је на састанку 26. јануара 1910. закон о установљењу мушке Учитељске школе у Неготину.  Министарство просвете је преузело на себе трошкове издржавања школе, с тим да земљиште за школску зграду обезбеди општина Неготин.
Већ у јулу 1910. године, почиње упис у прву школску годину. Знања су стицала 32 ученика из десетак градова Србије, Црне Горе и Македоније. У току прве школске године на челу Учитељске школе био је тадашњи директор Гимназије у Неготину, Ђорђе Стојковић, али је његове послове, због посланичких обавеза, вршио Владислав Сантер, директор Женске приватне гимназије. На крају прве школске године, Учитељска школа добија и званично свог првог директора. Био је то, Павле Љотић, дотадашњи директор алексиначке Учитељске школе.
Настава се у почетку одржавала у згради Гимназије а реализовали су је у почетку професори те школе. Како није било довољно места, на молбе директора Павла Љотића Окружно начелство је Учитељској школи уступило своје просторије. Општина је школи потом уступила зграду браће Лазаревић, која је порушена после Другог светског рата, а у којој је основана прва ђачка трпеза и смештај за најугроженије ученике. Окружни одбор је издејствовао одлуку да се подигне кредит за изградњу школе, а 15. септембра 1911. и да се убрзају радови на изради планова за зграду.
Изградња је почела 15. априла 1912. али су се ђаци у школу, због Балканских ратова, уселили тек 1914.
Школовање будућих учитеља  трајало је четири године, а знања су се стицала из 16 предмета и обухватала су све сегменте живота, од учења српског језика и књижевности, природних наука, хигијене, педагогике, пољске пољопривреде до гимнастике.

## Школа од 1914. до 1940.
Када је Аустроугарска напала Србију, Учитељска школа у Неготину била је међу малобројнима у којима се настава одвијала, зато је добила задатак да окупи и ученике из Учитељских школа у Алексинцу и Јагодини и да за њих организује наставу. Ученика првог разреда није било, а ученици четвртог разреда су упућени за вршиоце учитељске дужности. Настава је почела 1. новембра 1914. и упркос тешкоћама, глади успешно окончана тако што је од 195 ученика, њих 143 школску годину завршило са одличним или врлодобрим успехом, а свега девет их је имало по коју слабу оцену.
Наредбом Министарства просвете 29. маја 1915. престаје рад школе, а у току лета су ученици трећег разреда позвани да заврше школовање у Јагодини. По завршетку Првог светског рата школа је поново почела са радом, 24. марта 1919. Да би што пре оспособили учитеље за рад организовани су течајеви који су у зависности од тога који је разред био ученик трајали  три, шест и 18 месеци. Септембра 1920. уписана је прва послератна генерација чије је школовање трајало четири године.
Школске 1933/1934. и 1934/1935. школа није уписала ученике у први разред јер није имала интернат. Школске 1935/1936. за ученике чији родитељи не живе у месту школовања организован је интернат у просторијама садашње Основне школе „Вук Караџић”.
У периоду између два светска рата у школи су са успехом радиле бројне дружине, као што су Педагошка−литерарна дружина „Бакић” (основана 1919), Коло трезвене младежи „Напредак”, (обновљено 1921), Хришћанска заједница младих људи (1928), Подмладак и нараштај Јадранске страже (1931), Подмладак аеро клуба „Наша крила” (1936), Подмладак Црвеног крста (1919), хор, велики и мали оркестар и друге секције.

## Школа од 1940. до 1970.
Школа је активно радила и током окупације, иако су њене просторије у три наврата претворене у касарну за окупационе војнике, а након ослобођења користила их је Југословенска народна армија. У току већег дела периода окупације школа је радила у згради гимназије у Неготину. Ученици се у школску зграду враћају 1946. а како је зграда поприлично страдала током рата реновирана је 1947.
Већ педесетих година се видело да је зграда мала за потребе школе, па је стручна комисија предложила да се дозида још један спрат. Средства су обезбедили Републички фонд за школство, Срески народни одбор у Зајечару и Народни одбор општине Неготин. Радови су почели 13. јула 1962. и завршени су 1963. године.

## Педагошка академија
Живот школе пратио је историјска, културна и економска дешавања у Србији до данашњих дана. Највећа промена била је прерастање Учитељске школе у Педагошку академију. Првог септембра 1972. године уписана је прва генерација учитеља која се школовала шест година за позив учитеља, а који су након завршетка четврогодишње средње школе и двогодишњих студија стицали диплому са звањем више школе.
Након гашења Педагошких академија у Србији, у Неготину почиње са радом Виша школа за образовање васпитача, а 1998. године школа поново мења свој статус и постаје одељење врањског Педагошког факултета, Универзитета у Нишу, данас Високошколске јединице.
У згради некадашње Учитељске школе од 1991. ради и средња музичка школа, данас Уметничка школа „Стеван Мокрањац”.

## Фотогалерија
- Први курс неготинских учитеља матураната, Грчка
- Треће коло Учитељске школе у Неготину након завршеног шестомесечног течаја 1919.
- Матуранти Учитељске школе 1924.
- На излету до Братујевца код Неготина 1925.
- Дружина трезвене омладине Учитељске школе 1926. са професорком Зором Велимировић
- Чланови Драмске секције Учитељске школе 1927.
- Ученици на пракси у Буковчу код Неготина 1927.
- Чланови Школског оркестра Учитељске школе 1932.
- Школски оркестар
- Хор Учитељске школе у Неготину
- Друштвено користан рад
- Библиотека неготинске Учитељске школе и Педагошке академије
- Час ликовног у природи
- На часу техничког образовања
- На часу физичког васпитања
- Колектив Учитељске школе "Саво Драгојевић" 1970. године